# Heinrich Johannes Kessels
Heinrich Johannes Kessels, född 15 maj 1781 i Maastricht, död 15 juli 1849, var en nederländsk-dansk urmakare.
Kessels var verksam som kronometerfabrikant i den då danska staden Altona vid Hamburg. Hans kronometrar och pendelur åtnjöt det högsta anseende som precisionsinstrument. Han invaldes som utländsk ledamot av svenska Vetenskapsakademien 1831.